# Lliga espanyola d'hoquei sobre patins en línia masculina
La Lliga espanyola d'hoquei sobre patins en línia masculina, coneguda com a Lliga Élite d'hoquei sobre patins en línia masculina (en castellà: Liga Élite masculina de hockey línea) és una competició esportiva de clubs espanyols d'hoquei sobre patins en hoquei línia, creada la temporada 2002-03. De caràcter anual, està organitzada per la Real Federació Espanyola de Patinatge. Hi participen onze equips que disputen una lligueta a doble volta. Des de la temporada 2014-15, els quatre millors classificats disputen una fase final en sistema d'eliminació directa al millor de tres partits, que determina el campió de la competició. Els primers classificat del torneig participen a la Copa d'Europa d'hoquei línia

## Historial
| En negreta = Equip guanyador (1) = Nombre de campionats Nota: Noms dels equips segons l'època |

| Edició | Temporada | Campió                   | Resultat   | Finalista           | refs          |
| ------ | --------- | ------------------------ | ---------- | ------------------- | ------------- |
| I      | 2002-03   | Espanya HC (1)           | lligueta   | Tenerife Guanches   | [ 2 ]         |
| II     | 2003-04   | Espanya HC (2)           | lligueta   | Igualada HL         | [ 3 ]         |
| III    | 2004-05   | HC Castelló (1)          | lligueta   | Espanya HC          | [ 4 ]         |
| IV     | 2005-06   | DRAC Espanya (3)         | lligueta   | HC Rubí Cent Patins | [ 5 ]         |
| V      | 2006-07   | DRAC Espanya (4)         | lligueta   | HC Rubí Cent Patins | [ 6 ]         |
| VI     | 2007-08   | Dismeva CPLV (1)         | lligueta   | HC Rubí Cent Patins | [ 7 ]         |
| VII    | 2008-09   | Espanya HC (5)           | lligueta   |                     | [ 8 ]         |
| VIII   | 2009-10   | Espanya HC (6)           | lligueta   | Dismeva CPLV        | [ 9 ]         |
| IX     | 2010-11   | Dismeva CPLV (2)         | lligueta   | Espanya HC          | [ 10 ]        |
| X      | 2011-12   | Dismeva CPLV (3)         | lligueta   | Espanya HC          | [ 11 ]        |
| XI     | 2012-13   | Dismeva CPLV (4)         | lligueta   |                     | [ 12 ]        |
| XII    | 2013-14   | HC Rubí Cent Patins (1)  | 2-0        | Espanya HC          | [ 13 ] [ 14 ] |
| XIII   | 2014-15   | HC Rubí Cent Patins (2)  | 2-0        | Espanya HC          | [ 13 ] [ 15 ] |
| XIV    | 2015-16   | Espanya HC (7)           | 2-0        | HC Rubí Cent Patins |               |
| XV     | 2016-17   | Espanya HC (8)           | 2-1        | Dismeva CPLV        |               |
| XVI    | 2017-18   | Dismeva CPLV (5)         | 2-0        | Espanya HC          |               |
| XVII   | 2018-19   | Dismeva CPLV (6)         | 2-0        | Espanya HC          |               |
| XVIII  | 2019-20   | Molina Sport ACEGC (1)   | [ Nota 1 ] | Caja Rural CPLV     | [ 16 ]        |
| XIX    | 2020-21   | Caja Rural CPLV (7)      | 2-0        | Tres Cantos PC      | [ 17 ]        |
| XX     | 2021-22   | Club Molina Sport GC (2) | 2-0        | Tres Cantos PC      | [ 18 ]        |
| XXI    | 2022-23   | Club Molina Sport GC (3) | 2-0        | Caja Rural CPLV     |               |

1. ↑  Degut a la suspensió de la competició pel risc públic de contagi del COVID-19, la RFEP va decidir donar-la per finalitzada i que el campió fos el primer classificat de la lliga regular

## Palmarès
| Equip                             | Campió | Subcampió | Anys campió                                                            | Anys subcampió                                                |
| --------------------------------- | ------ | --------- | ---------------------------------------------------------------------- | ------------------------------------------------------------- |
| Espanya Hoquei Club               | 8      | 7         | 2002-03, 2003-04, 2005-06, 2006-07, 2008-09, 2009-10, 2015-16, 2016-17 | 2004-05, 2010-11, 2011-12, 2013-14, 2014-15, 2017-18, 2018-19 |
| Club Patinaje en Línea Valladolid | 7      | 4         | 2007-08, 2010-11, 2011-12, 2012-13, 2017-18, 2018-19, 2020-21          | 2009-10, 2016-17, 2019-20, 2022-23                            |
| Club Molina Sport Gran Canaria    | 3      | 0         | 2019-20, 2021-22, 2022-23                                              | —                                                             |
| Hockey Club Rubí Cent Patins      | 2      | 4         | 2013-14, 2014-15                                                       | 2005-06, 2006-07, 2007-08, 2015-16                            |
| Hoquei Club Castelló              | 1      | 0         | 2004-05                                                                | —                                                             |
| Tenerife Guanches                 | 0      | 1         | —                                                                      | 2002-03                                                       |
| Hoquei Línia Igualada             | 0      | 1         | —                                                                      | 2003-04                                                       |
| Tres Cantos Patin Club            | 0      | 1         | —                                                                      | 2020-21                                                       |